# 우쓰야오
우쓰야오(중국어 정체자: 吳思瑤, 병음: Wú Sūyáo, 1974년 5월 28일 ~ )는 타이완의 정치인으로, 2016년 타이베이시 제1선거구의 입법위원으로 당선된다.